# Hybrid-Wicke
Die Hybrid-Wicke (Vicia hybrida), auch Bastard-Wicke genannt, ist eine Pflanzenart aus der Gattung Wicken (Vicia) in der Unterfamilie der Schmetterlingsblütler (Faboideae).

## Beschreibung

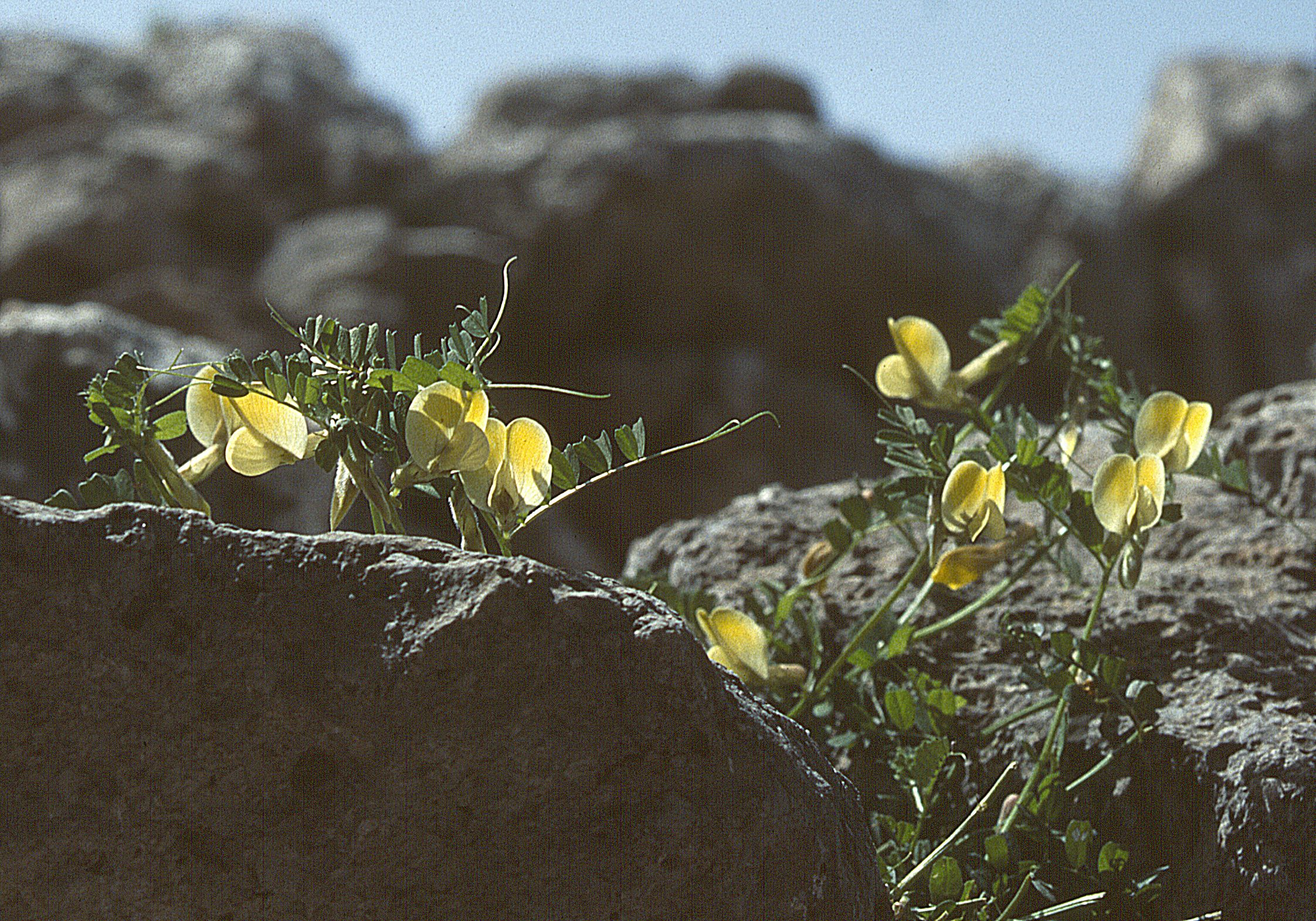
Laubblätter und Blüten

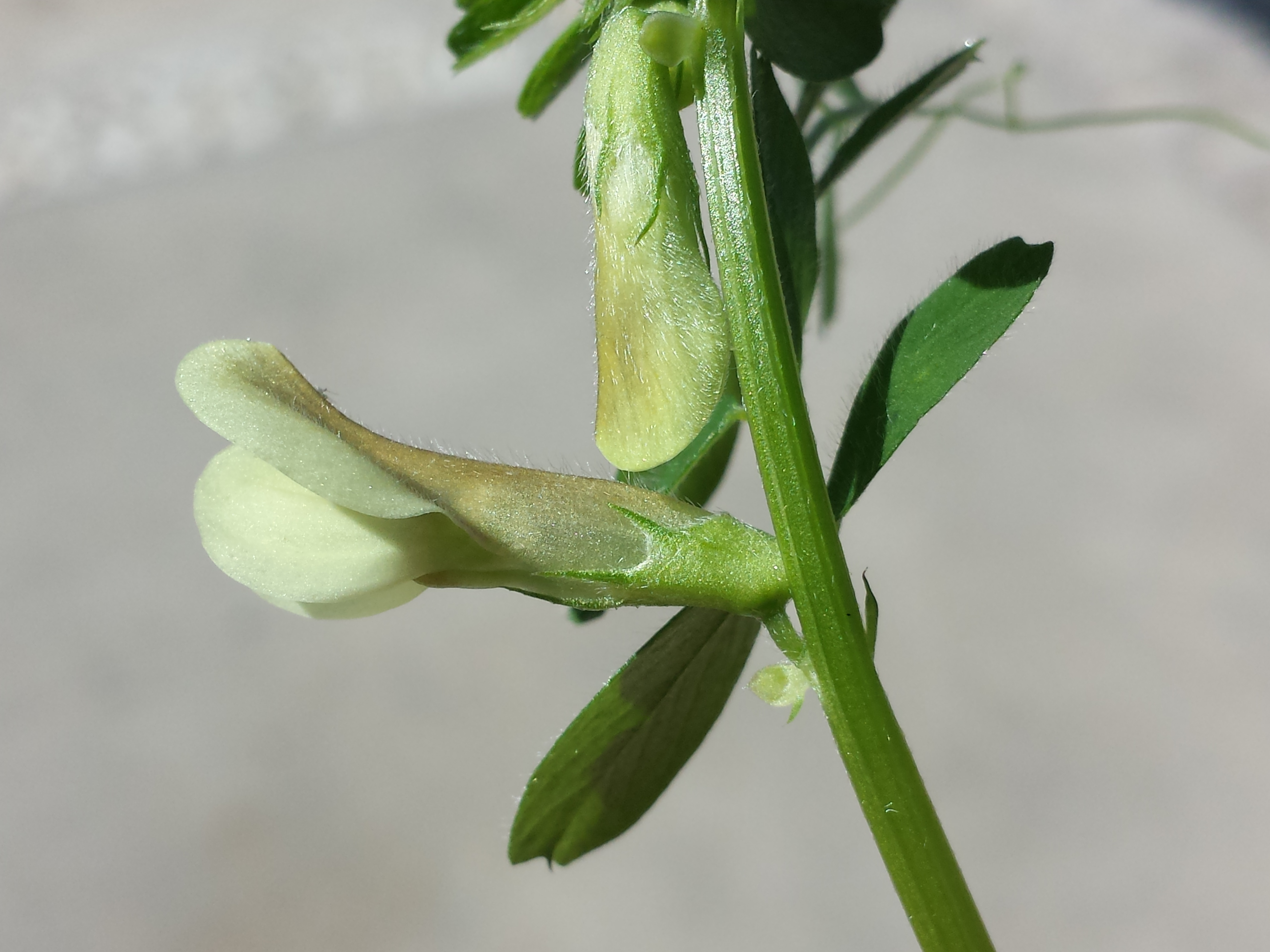
Stängel und zygomorphe Blüte mit Kelch und Krone

### Vegetative Merkmale
Die Hybrid-Wicke ist eine einjährige krautige Pflanze, die Wuchshöhen von  20 bis 60 Zentimetern erreicht. Die niederliegenden, aufsteigenden oder kletternden Stängel sind weich behaart bis fast kahl.
Die wechselständig angeordneten und kurz gestielten Laubblätter sind, oft wechselnd, paarig gefiedert und bestehen aus drei bis acht Fiederpaaren und einer einfachen oder verzweigten Ranke. Die elliptischen bis verkehrt-eiförmigen, stachelspitzigen und kurz gestielten, mehr oder weniger behaarten, ganzrandigen Blättchen sind 6 bis 15 Millimeter lang und 2 bis 7 Millimeter breit und damit doppelt bis dreimal so lang wie breit. Sie sind am oberen Ende meist gestutzt bis eingebuchtet oder abgerundet. Die Nebenblätter sind nur 2 bis 3 Millimeter lang und 0,7 bis 1,5 Millimeter breit. Sie tragen eine Nektardrüse auf der abaxialen Seite.

### Generative Merkmale
Die Blütezeit reicht von April bis Juni. Die Blüten stehen einzeln an kurzen Stielen in den Blattachseln.
Die einzeln und achselständig erscheinende, zwittrige, kurz gestielte Blüte ist zygomorph und fünfzählig mit doppelter Blütenhülle. Der behaarte Kelch ist röhrenförmig und seine fünf pfriemlichen Kelchzähne sind ungleich lang. Die Blütenkrone hat die Form einer Schmetterlingsblüte und ist 18 bis 30 Millimeter lang. Die Krone ist blassgelb und manchmal purpurfarben geadert. Die Fahne ist auf dem Rücken dicht seidig behaart und oft rötlich überlaufen.
Die abstehend flaumig behaarte und bei Reife braune, bespitzte Hülsenfrucht mit beständigem Kelch ist 20 bis 40 Millimeter lang sowie 8 bis 10 Millimeter breit und enthält bis fünf bis sechs Samen.
Die Chromosomenzahl beträgt 2n = 12.

## Vorkommen
Das Verbreitungsgebiet der Hybrid-Wicke reicht vom Mittelmeerraum bis Zentralasien und Afghanistan. Die Hybrid-Wicke gedeiht in Grasfluren, auf Kulturland und an Wegrändern. In der Schweiz ist sie ein Neophyt. Auf der Iberischen Halbinsel kommt sie in Höhenlagen von 0 bis 1100 Metern Meereshöhe vor.
Die ökologischen Zeigerwerte nach Landolt et al. 2010 sind in der Schweiz: Feuchtezahl F = 2 (mäßig trocken), Lichtzahl L = 3 (halbschattig), Reaktionszahl R = 3 (schwach sauer bis neutral), Temperaturzahl T = 5 (sehr warm-kollin), Nährstoffzahl N = 3 (mäßig nährstoffarm bis mäßig nährstoffreich).

## Taxonomie
Die Erstveröffentlichung von Vicia hybrida erfolgte 1753 durch Carl von Linné in Species Plantarum, Tomus 2, S. 737. Synonyme für Vicia hybrida L. sind: Hypechusa hybrida  (L.) Alef., Vicia linnaei Rouy, Vicia spuria Raf.